# Supersaxarna
Supersaxarna var en superkvintett inom dansbandsgenren i början av 1990-talet, som bestod av Sten Nilsson, Sven-Erik Magnusson, Anders Engberg, Kenth Andersson och Tony Eriksson, de två sistnämnda från Vikingarna. Man spelade bland annat saxofontolkningar av låtar som "Ramona" och "Sail Along Silv'ry Moon".
Sånginsatser gjordes i låtar som "Let's Twist Again" och "Cottonfields", bland annat sjöng Sten Nilsson och Sven-Erik Magnusson "Somebody’s Taken Maria Away". I låten "Framtidens bro", skriven av Vikingarnas gitarrist Lasse Westmann, medverkade Sten Nilsson och Sven-Erik Magnusson, Lotta Engberg och Thorleif Torstensson.
Kvintetten uppträdde på dansbandsgalor.